# Bill Hopkins
Bill Hopkins, född 5 maj 1928 i London, död 6 maj 2011, var en walesisk romanförfattare och journalist. Han tillhörde de arga unga männens existentialistiska falang tillsammans med Colin Wilson och Stuart Holroyd.
Hans roman The Divine and the Decay (ung. "gudomlighet och fördärv") publicerades 1957 (återutgiven 1984 som The Leap), precis under litteraturetablissemangets motreaktion mot de arga unga männen, och bokens nietzscheanska teman fick kritiker att kalla Hopkins för "fascist". Hopkins' vän Colin Wilson beskrev senare kritikermottagandet som ett "karaktärsmord" och hur Hopkins till det yttre hade uppträtt stoiskt, men när manuset till hans tänkta andra roman brann upp i en olycka brydde han sig inte om att skriva om det, och publicerade aldrig några fler böcker.